# Zubří (powiat Zdziar nad Sazawą)
Zubří – miejscowość i gmina (obec) w Czechach, w kraju Wysoczyna, w powiecie Zdziar nad Sazawą. W 2022 roku liczyła 526 mieszkańców.